# Przechodniem byłem między wami
Przechodniem byłem między wami – drugi studyjny album zespołu Budka Suflera, wydany w 1976. Wśród zamieszczonych na nim utworów znajduje się m.in. Pieśń niepokorna, aluzja do wiersza Cypriana Kamila Norwida pt. Ty mnie do pieśni pokornej nie wołaj..., hołd złożony samemu poecie pt. Noc nad Norwidem, oraz poetycki opis ostatnich chwil Sergiusza Jesienina, Konie już czekają przed domem. Album ukazał się pierwotnie na płycie analogowej i kasecie magnetofonowej, ale doczekał się też kilku reedycji na płycie CD.

## Lista utworów
| 1. | "Pieśń niepokorna" (muz.Romuald Lipko i Krzysztof Cugowski, sł. Adam Sikorski)                    | 6:01  |
|    |                                                                                                   |       |
| 2. | "Noc nad Norwidem" (muz.Romuald Lipko i Krzysztof Cugowski, sł. Adam Sikorski)                    | 7:11  |
|    |                                                                                                   |       |
| 3. | "Konie już czekają przed domem" (muz.Romuald Lipko i Krzysztof Cugowski, sł. Adam Sikorski)       | 6:40  |
|    |                                                                                                   |       |
| 4. | "Pożegnanie z cyganerią" (muz.Romuald Lipko i Krzysztof Cugowski, sł. Jan Tomasz)                 | 4:21  |
|    |                                                                                                   |       |
| 5. | "Najdłuższa droga" (muz.Romuald Lipko i Krzysztof Cugowski, sł. Adam Sikorski)                    | 10:56 |
|    |                                                                                                   |       |
| 6. | "I tylko gwiazda – blask jej znikomy" (muz.Romuald Lipko i Krzysztof Cugowski, sł. Adam Sikorski) | 3:28  |
|    |                                                                                                   |       |
|    |                                                                                                   | 38:37 |
|    |                                                                                                   |       |

## Twórcy[1]
- Krzysztof Cugowski – śpiew
- Romuald Lipko – gitara basowa, fortepian, klawinet, moog
- Tomasz Zeliszewski – perkusja
- Andrzej Ziółkowski – gitara solowa

Gościnnie:
- Andrzej Szczodrowski – saksofon altowy, saksofon barytonowy, organy

Kierownictwo muzyczne i aranżacje: Romuald Lipko. Reżyser nagrania: J. Złotowski. Operator dźwięku: M. Gola.

## Wydania[1]
- 1976 – Polskie Nagrania „Muza” – LP (SX 1398)
- 1976 – Polskie Nagrania „Muza” – CC (CK-185)
- 1991 – Polskie Nagrania „Muza” – CD (PNCD 162)
- 1996 – New Abra – CD (NA 003)
- 1997 – News Abra – CC (AC-042)